# White Liar
«White Liar» —en español: «Mentirosillo»— es el título de una canción coescrita y grabada por la cantante de música country Miranda Lambert. Fue lanzado en agosto de 2009 como el segundo sencillo de su álbum Revolution. Lambert cantó «White Liar» en The Ellen DeGeneres Show el 6 de octubre de 2009 y en los Premios CMA de 2009 del 11 de noviembre de 2009. En diciembre de 2009, la canción se convirtió en el segundo Top 10 hit de Lambert y alcanzó una posición de número 2 en la lista Billboard Hot Country Songs de Estados Unidos para la semana del 6 de febrero de 2010. la canción fue escrita por Lambert y Natalie Hemby.

## Video musical
El video musical, que fue dirigido por Chris Hicky, hizo su estreno durante Big New Music Weekend de CMT, el 2 de octubre de 2009. El vídeo está configurada en la boda de Lambert; mientras camina por el pasillo, ella pasa a muchas mujeres todo lo cual su novio la ha engañado con. Cuando llega al altar, ella anuncia que ella había mentido también, y se va con el mejor hombre (Greg Sestero). El video cuenta con un cameo de Jamey Johnson como el predicador. Los padres de Lambert y miembros de la banda fueron algunos de los invitados a la boda, y amigo de mucho tiempo de Lambert, Lacey, fue la dama de honor.
«White Liar» debutó en el número 10 en la lista de Top Twenty Countdown de CMT para la semana del 16 de octubre de 2009; ya que se ha alcanzado el número 1 para la semana del 12 de febrero de 2010. Debutó en el número 4 en Top 20 Countdown de GAC para la semana del 30 de octubre de 2009.

## Posicionamiento en listas
| Listas (2009-2010)                 | Mejor posición |
| ---------------------------------- | -------------- |
| Estados Unidos (Hot Country Songs) | 2              |
| Estados Unidos (Billboard Hot 100) | 38             |
| Canadá (Canadian Hot 100)          | 67             |

### Posición fin de año
| Listas (2010)                            | Posición |
| ---------------------------------------- | -------- |
| Estados Unidos Country Songs (Billboard) | 45       |